# Домузлы
Домузлы (укр. Домузли, до 2016 г. — Жовтневое) — посёлок,
Нововасилевский поселковый совет,
Приазовский район,
Запорожская область,
Украина.
Код КОАТУУ — 2324555401. Население по переписи 2001 года составляло 268 человек.
Название тюркского происхождения, корень которого связан со словом кабаны (тур. Domuz)

## Географическое положение
Посёлок Домузлы находится на расстоянии в 4,5 км от пгт Нововасилевка.

## История
- 1920 год — дата основания.